# سیتنیچه
سیتنیچه (به صربی: Sitniče) یک منطقهٔ مسکونی در صربستان است.